# Sílvia Paneque i Sureda
Sílvia Paneque i Sureda   (Girona, 22 de desembre de 1972)  és una política gironina, militant del Partit dels Socialistes de Catalunya. Ha estat regidora de l'Ajuntament de Girona des del 2011 fins els mes d'agost de 2024 i diputada al Parlament de Catalunya des del 2021. El 12 d'agost de 2024 va prendre possessió com a consellera de Territori, Transició Ecològica i Habitatge de la Generalitat de Catalunya i portaveu del govern.

## Biografia

### Activitat professional
Química de professió, és sòcia fundadora d'una fàbrica de taps de suro (Vinico), i ha estat assessora externa d'empreses del sector turístic.
També ha treballat com a professora associada i investigadora a la Universitat de Girona.

### Formació acadèmica
Llicenciada en ciències químiques per la UdG (1995).
Màster de gestió integrada de la qualitat, el medi ambient i els riscos laborals per l'Institut Català de Tecnologia (1998).
Màster de direcció tècnica d'empreses per la Universitat de Girona (UdG) (2001).

### Trajectòria política
El 2011 va ser escollida regidora a l'Ajuntament de Girona. El 31 de març del 2012 va ser nomenada Primera Secretària de l'Agrupació del PSC de Girona, i el 4 de juliol del 2014 fou escollida en unes eleccions primàries com a candidata a l'alcaldia de Girona, amb el suport del 98,7% dels vots emesos. El 28 de novembre del 2014, es convertí en portaveu del grup municipal del PSC arran d'un episodi a partir del qual sis dels set regidors del grup socialista van optar per abandonar el partit i romandre al ple com a regidors no adscrits.
A les eleccions municipals de 2015, la llista socialista obtingué un 14,50% del vots, pels quals va aconseguir quatre regidors. El PSC va nomenar-la representant al Consell Federal del PSOE, d'on dimití l'octubre del 2016. El 22 de gener del 2016, Albert Ballesta fou investit alcalde de Girona en substitució de Carles Puigdemont, nou president de la Generalitat. Ballesta va ocupar el càrrec fins al 8 de març, quan va ser succeït per Marta Madrenas, investida gràcies a un pacte amb el grup municipal socialista, pel qual aquest assumiria les responsabilitats de Cultura, Seguretat, Drets Socials, Joventut, Ocupació, Riscos Laborals i la direcció de la Unitat Municipal d'Anàlisi Territorial (UMAT). El 23 de març, Paneque esdevingué primera tinenta d'alcaldia i responsable de l'àrea d'Igualtat, Drets Socials, Treball, Joventut i Seguretat, mantenint el càrrec de portaveu del grup municipal del PSC i co-regidora de Santa Eugènia - Can Gibert.
El 2019 tornà a encapçalar la candidatura socialista per Girona, obtenint el 18,71% dels vots i 6 regidors, iniciant la seva tercera legislatura com a regidora de l'Ajuntament de Girona. A les eleccions al Parlament de Catalunya de 2021 va ser cap de llista del PSC per la circumscripció de Girona i va ser elegida com a diputada. Es va presentar com a alcaldable a les eleccions municipals de 2023, quedant en primer lloc amb un 25,22% i 8 regidors, però no va aconseguir l'alcaldia, que va anar a parar a Lluc Salellas, de Guanyem Girona, després del pacte amb Junts i ERC.

### Consellera de Territori, Habitatge i Transició Ecològica
Un any més tard, després de les eleccions al Parlament de Catalunya de 2024, amb victòria electoral dels socialistes, fou designada Consellera de Territori, Habitatge i Transició Ecològica en el govern de Salvador Illa i Roca. A més dels càrrecs a l'executiu català, Sílvia Paneque manté el seu escó al parlament com a diputada del Grup Parlamentari Socialistes i Units per Avançar en la XV legislatura. Una de les primeres accions que assumí la consellera i portaveu en aquest mandat fou la de formar el seu equip per liderar el Departament, amb una secretaria general i tres secretaries sectorials, i nomenar el secretari d'organització del PSC a les comarques gironines, Alfons Jiménez, que ja havia treballat amb el President de la Generalitat, José Montilla, i amb l'alcadessa de Girona, Anna Pagans, com a cap de gabinet de la seva mateixa conselleria una acció durament criticada com a nepotisme i per haver-se publicat amb suposat secretisme durant un diumenge d'agost. I com a cap de relacions externes i protocol de la conselleria va fitxar l'expert en protocol que fins ara cap de premsa i protocol de la Delegació de la Generalitat a Girona.
La consellera va nomenar l'històric polític vallenc Jordi Terrades secretari general del Departament de Territori, Habitatge i Transició Ecològica perquè abordés, entre d'altres reptes, el traspàs de Rodalies. Paneque va mantenir inicialment una bona part dels alts càrrecs de l'antic Departament d'Acció Climàtica amb el govern d'ERC. Entre les seves prioritats, es va manifestar partidària de millorar les connexions de l'alta velocitat i les energies renovables i, de manera especial per millorar les polítiques d'habitatge
Paneque fou reprovada pel Parlament en 27 de març de 2025, que demanà al president Salvador Illa la seva destitució per la seva mala gestió en l'escalada d'Incidències a Rodalies Barcelona i d'Adif dels darrers mesos.